# الفرعة (ينبع النخل)
الفرعة قرية من قرى ينبع النخل في محافظة ينبع والتابعة لمنطقة المدينة المنورة في السعودية، تقع في جنوب غرب المدينة المنورة، وتبعد عنها بمسافة 165 كم يوجد بها الكثير من المزارع التي تنتج التمور والورقيات وتشتهر بشكل كبير بالحناء ويوجد بها سد الفرعة للمياة الذي تبلغ سعته من  20000000 متر مكعب من المياة

## https://sabq.org/saudia/tjxgxh
- موقع إمارة المدينة المنورة
- موقع أمانة المدينة المنورة - البلديات - بلديات المحافظات - ينبع

https://www.spa.gov.sa/w743294